# Área metropolitana de Battle Creek
El Área Estadística Metropolitana de Battle Creek, MI MSA, como la denomina la Oficina del Censo de los Estados Unidos, es un Área Estadística Metropolitana centrada en la ciudad de homónima, que solo abarca el Calhoun en el estado de Míchigan, Estados Unidos. Su población según el censo de 2010 es de 136.146 habitantes, convirtiéndola en la 287.º área metropolitana más poblada de los Estados Unidos.

## Comunidades del área metropolitana
| Ciudades - Albion - Battle Creek - Marshall - Springfield | Pueblos - Athens - Burlington - Homer - Tekonsha - Union City |

Lugares no incorporados
| - Albion Landing - Babcock - Beadle Lake - Bedford - Bentleys Corners - Brownlee Park - Ceresco - Charlotte Landing - Clarence Center - Clarendon - Condit - Duck Lake - East Leroy - Eckford - Greenfield Park - Joppa - Lee Center - Level Park - Oak Park | - Maplehurst - Marengo - Old Mill Gardens - Orchard Park - Partello - Pennfield - Pine Creek - Pine Creek Indian Reservation - Rice Creek - Sonoma - Springfield Place - Stanley Corners - Sunrise Heights - Verona - Walnut Point - Wattles Park - West Leroy - Wrights Corners |